# Здесенко Юрій Георгійович
Ю́рій Гео́ргійович Здесе́нко (6 жовтня 1943, смт Дмитрівка, Бахмацький район, Чернігівська область, Українська РСР — 1 вересня 2004, м. Київ, Україна) — український фізик, член-кореспондент НАН України.

## Біографія
Юрій Георгійович Здесенко народився 6 жовтня 1943 року, у селі Дмитрівка, Бахмацького району, Чернігівської області у сім'ї офіцера Радянської армії.
У 1970 році закінчив Київський ордена Леніна державний університет ім. Т. Г. Шевченка, де у 1970—1971 роках працював інженером на кафедрі ядерної фізики фізичного факультету.
У 1971—1980 роках працював старшим інженером, завідувачем лабораторії у Дослідному підприємстві Інституту геохімії та фізики мінералів АН УРСР (зараз Інститут геохімії, мінералогії та рудоутворення імені М. П. Семененка НАН України).
У 1980—1986 роках очолював відділ розробки та конструювання систем низькофонових вимірювань (відділ № 23) у Спеціальному конструкторсько-технологічному бюро з експериментальним виробництвом Інституту ядерних досліджень АН УРСР.
З 1986 по 2004 роки очолював відділ фізики лептонів Інституту ядерних досліджень НАН України.
У 1992 році — запрошений професор Осакського університету (Японія).
Ю. Г. Здесенко помер під час хірургічної операції у Клінічній лікарні «Феофанія» у Києві 1 вересня 2004 року.

## Наукова діяльність
Наукові праці стосуються експериментальних досліджень рідкісних ядерних розпадів, зокрема подвійного бета-розпаду атомних ядер. Основні досягнення: спорудження Солотвинської підземної низькофонової лабораторії (Солотвино, Закарпатська область), спостереження двонейтринного подвійного бета-розпаду ядра 116Cd, жорсткі обмеження на безнейтринний подвійний розпад цього ядра, обмеження на масу нейтрино. Розробка експериментів наступного покоління для пошуку подвійного бета-розпаду на новому рівні чутливості. Перше спостереження альфа-активності природного вольфраму. Обмеження на подвійні бета-процеси у ряді ядер.
Наукові результати, отримані Ю. Г. Здесенком для ядер 96Zr, 100Mo, 130Te на початку 80-х рр. (на той час це були найбільш чутливі експерименти з пошуку подвійного бета розпаду цих ядер у світі), та написані ним оглядові статті ініціювали нову хвилю інтересу в СРСР до цього процесу. У 1984 р. було закінчено будівництво заснованої ним Солотвинської підземної лабораторії, спорудженої у соляній шахті на глибині 430 м. Будівництво лабораторії підтримав Бруно Понтекорво, який був тоді головою нейтринної ради Академії наук СРСР. У лабораторії були отримані пріоритетні результати досліджень подвійного бета розпаду багатьох ядер (зокрема, 116Cd, 160Gd, 186W). З використанням ізотопно збагачених сцинтиляційних детекторів 116CdWO4 був уперше спостережений двонейтринний подвійний бета розпад 116Cd (одночасно зі спостереженнями цього процесу в двох інших експериментах в Японії та Франції, в яких Здесенко також брав участь) та встановлене найбільш жорстке обмеження на імовірність безнейтринної моди подвійного бета розпаду ядра 116Cd, звідки було отримане обмеження на масу нейтрино 1.7 еВ (одне з найкращих у світі на той час). Під керівництвом Ю. Г. Здесенка був проведений ряд експериментів з пошуку інших рідкісних ядерних процесів (кластерної радіоактивності, переходів ядер у надщільний стан, гіпотетичних розпадів з порушенням закону збереження електричного заряду). Зокрема, вперше був спостережений альфа розпад 180W (що на сьогодні є процесом з найменшою зареєстрованою альфа активністю: усього 2.3 розпади у 1 г вольфраму за рік)), виміряно рідкісний бета-розпад ядра 113Cd.

Ю. Г. Здесенко з Бруно Понтекорво на фоні гори Ельбрус, Баксанська ущелина, Росія, 1987

Крім вимірювань в Солотвинській лабораторії, Здесенко брав активну участь в експериментах з пошуку рідкісних ядерних розпадів у підземних лабораторіях, розташованих у Франції (Модан), Італії (Гран Сассо), Японії (Каміока).
Створив в Україні наукову школу неприскорювальної фізики елементарних частинок, зокрема фізику нейтрино, дослідження подвійного бета-розпаду, рідкісних ядерних розпадів, пошуки гіпотетичних процесів за рамками стандартної моделі елементарних частинок, розробки методів вимірювань дуже малих рівнів радіоактивності. Після смерті Ю.Г. Здесенка розпочаті ним дослідження продовжили його учні, зокрема  Ф.А. Даневич, В.В. Кобичев, В.І. Третяк.
Автор або співавтор близько 300 наукових публікацій, з яких близько 100 — статті в міжнародних журналах, на які відомо близько 1500 посилань в роботах інших вчених. Підготував 5 кандидатів фізико-математичних наук.
Лауреат Державної премії України в галузі науки і техніки 2016 року (посмертно)

## Вибрані наукові праці
- Yu.G. Zdesenko, «Double β decay and conservation of lepton charge.» [Архівовано 20 вересня 2016 у Wayback Machine.] Sov. J. Part. Nucl. 11(1980)542 (review).
- V.I.Tretyak, Yu.G.Zdesenko, «Tables of double beta decay data», At. Data Nucl. Data Tables 61 (1995) 43 (review).
- G. Bellini et al., «High sensitivity quest for Majorana neutrino mass with the BOREXINO counting test facility» Phys. Lett. B 493 (2000) 216.
- Yu.G.Zdesenko, O.A.Ponkratenko, V.I.Tretyak, «High sensitivity GEM experiment on 2β decay of 76Ge», J. Phys. G: Nucl. Part. Phys. 27 (2001) 2129.
- Yu.G.Zdesenko, «The future of double β decay research», Rev. Mod. Phys. 74 (2002) 663 (review).
- V.I. Tretyak, Yu.G. Zdesenko, «Tables of double β decay data — an update», At. Data Nucl. Data Tables 80 (2002) 83 (review).
- Yu.G. Zdesenko, F.A. Danevich, V.I. Tretyak, «Has neutrinoless double β decay of 76Ge been really observed?», Phys. Lett. B 546 (2002) 206.
- Yu.G. Zdesenko, V.I. Tretyak, To what extent does the latest SNO result guarantee the proton stability?", Phys. Lett. B 553 (2003) 135.
- F.T. Avignone III, G.S. King III, and Yu.G. Zdesenko, «Next generation double-beta decay experiments: metrics for their evaluation», New J. Phys. 7 (2005) 6 (review).